# Palatinus-házak
A Palatinus-házak egy nagy méretű, több házból álló lakótömb Budapest XIII. kerületében, Újlipótvárosban, a Pozsonyi út mentén.

## Története
A Pozsonyi út és a pesti felső rakpart között, a Pozsonyi út 2-18. / Radnóti Miklós u. 38-40. / Újpesti rakpart 1-9. / Jászai Mari tér 5-6. telkeken épültek meg 1911-ben a Palatinus-házak néven ismert lakóházak. Az elnevezés onnan származik, hogy az épületek azokon a telkeken állnak, melyeket a nádori család a Székesfővárosi Közmunkák Tanácsa létrehozásakor kapott a tőlük köztulajdonba vett Margit-szigetért cserébe. (A palatinus szó nádort jelent latinul.) A terület a 19. század közepén még a Duna homokos lapospartja volt, akkor a partvonal a mai Pozsonyi út vonalában húzódott. A terület a Reitter Ferenc vezetésével folyó pesti folyamszabályozási munkák eredményeképp vált beépíthetővé. E munkák keretében feltöltötték a Lipótváros parti területeit és kiépítették a mai rakpartokat. Az építő cég pedig Palatinus Rt. nevet vette fel.
Eredetileg egy bérház építéséről volt szó. A pályázatot Messinger Hugó nyerte meg „Jövedelmező” jeligéjű pályatervével (I. díj, 2000 korona). A 2. díjat Habicht Károly kapta, és megvették Thomas Antal, Klenovits Pál és Prokisch János közös, Tscheuke Hermann, és Módl Lajos terveit.
Végül azonban Vidor Emil kapta a megbízást, és nem egy, hanem 5 tömb (összesen 16 bérház) épült fel a 4961 négyszögöl nagyságú telkeken. Az építészeti munkálatokban Cséti István és Pólya Sándor is részt vehetett. Az épületek vasbetonból épültek, amelyeket a Gründwald testvérek és Schiffer cég végzett. Az 1237 hrsz. telken 1911-ben („Palatinus paloták”), az 1241. hrsz. telken 1912-ben épültek fel. Utána abban az évben személyfelvonókat is gyártottak hozzá.
A Jászai Mari tér felőli csoportban nagypolgári lakások kerültek kialakításra, 3-6 szobás, 1-2 cselédszobás lakásokkal, beépített porszívókkal, gázmelegítős fürdőszobakályhákkal, bevezetett Margit-szigeti termálvízzel, kaputelefonnal, tágas lépcsőházakkal. A többi 4 tömbbe középpolgári (2-3 szobás) lakásokat terveztek.
A Palatinus Rt. irodái az előkelő tömb 4. emeletére kerültek.
Az 1950-es évek elején (más források szerint az 1960-as években) az Újpesti rakpart 1-3. számú épület Duna felőli oldalán, franciaudvaros beépítéssel szögletes pártétkezde nyílt. A 2010-es évektől zsidó közösségi központot (ZSILIP) alakítottak ki benne.

### Híres lakói
- Déry Tibor (1897–1977) író, költő (1936 és 1939 között)[10]
- Jászai Mari (1850–1926) színésznő (1914-től haláláig)[11]
- Kosztolányi Dezső (1885–1936) író, költő, műfordító, kritikus, esszéista, újságíró (1912-ben)[12]
- Kosztolányi Dezsőné, Harmos Ilona (1885–1967) színésznő, író (1912-ben)[12]

## Kinézet
Az épületeket modern, kevéssé díszített homlokzatokkal látták el. Az egységesen vakolt felületeket szegmensívekben előreugró zárterkélyeket, trapévégződésű oromzatokat, az 5. emeleteken sarokerkélyeket, lekerekített sarkú éleket, és a finn-magyar népies stílushoz köthető boglyaíves kupolás saroktornyokat kaptak. A legelőkelőbb házat geometrikus díszekkel látták el. Voltak egyéb kisebb tornyok is az épületeken, de ezeket a második világháborús sérüléseik miatt később elbontották.
Régi felvételek szerint az épületet nem a mai szürke, hanem vörös színű tető borította.

## Képtár

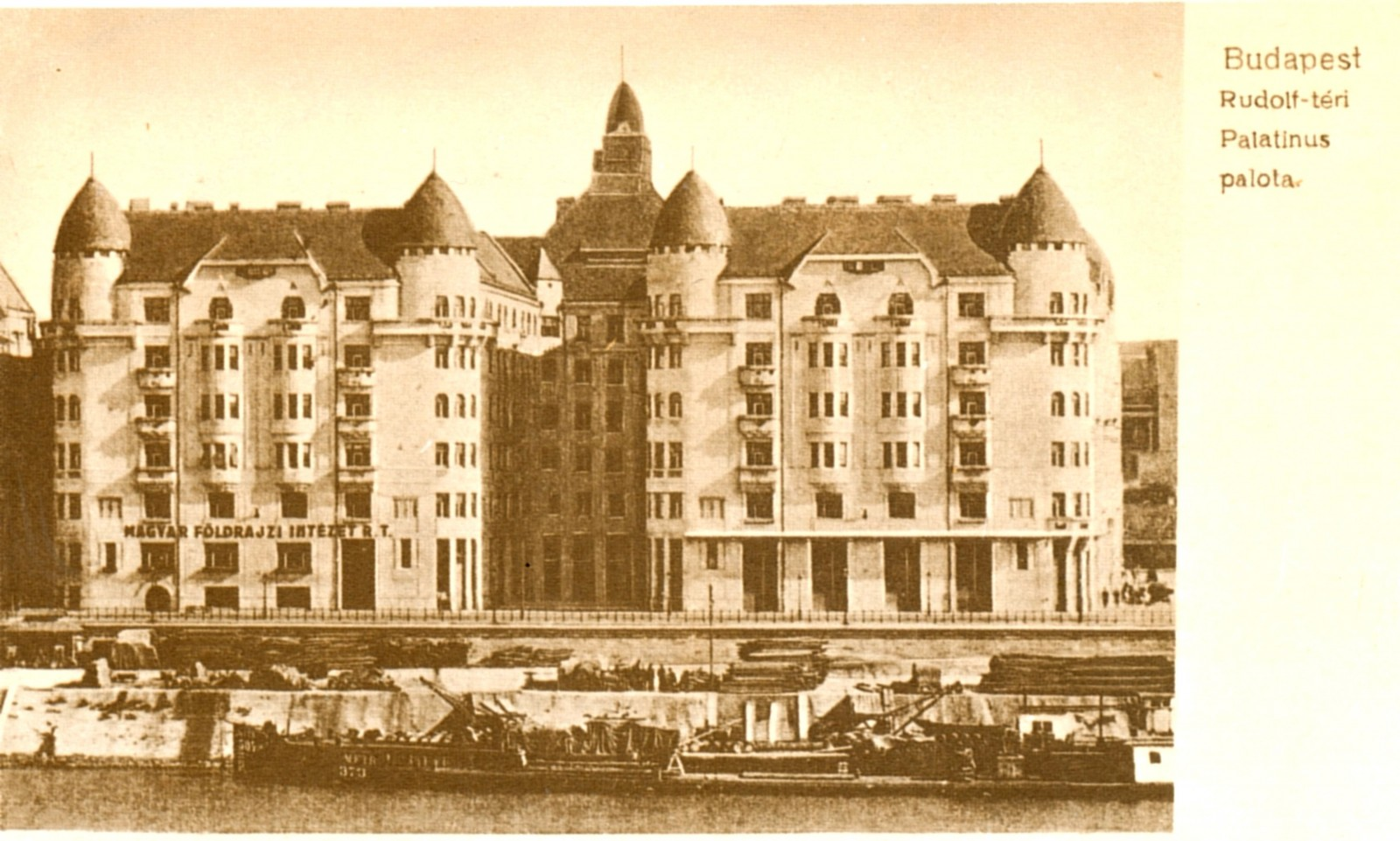
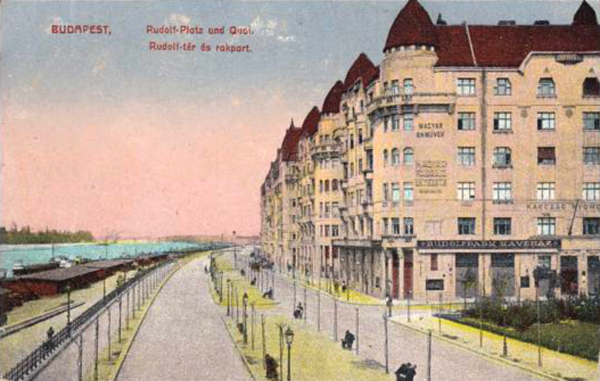
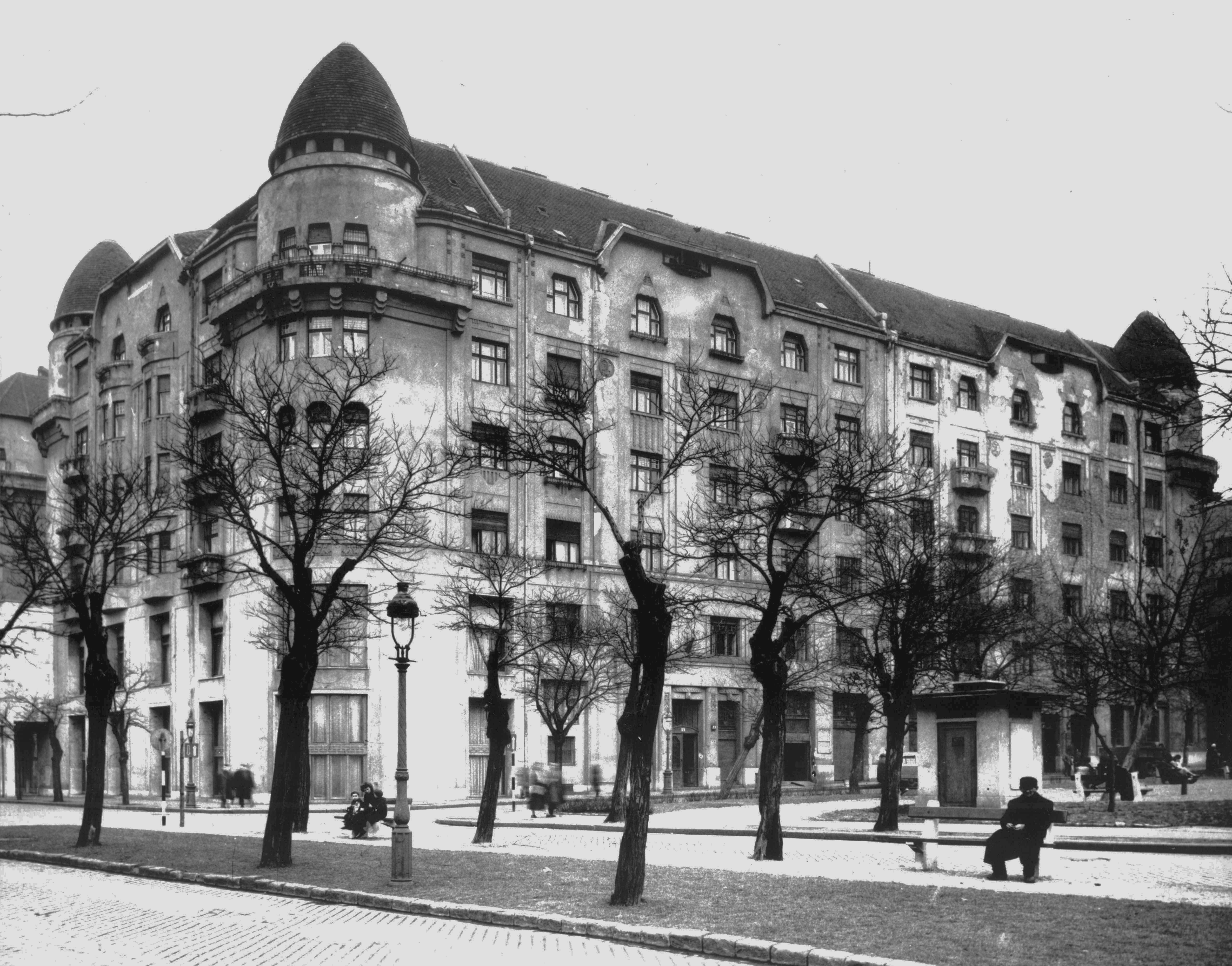
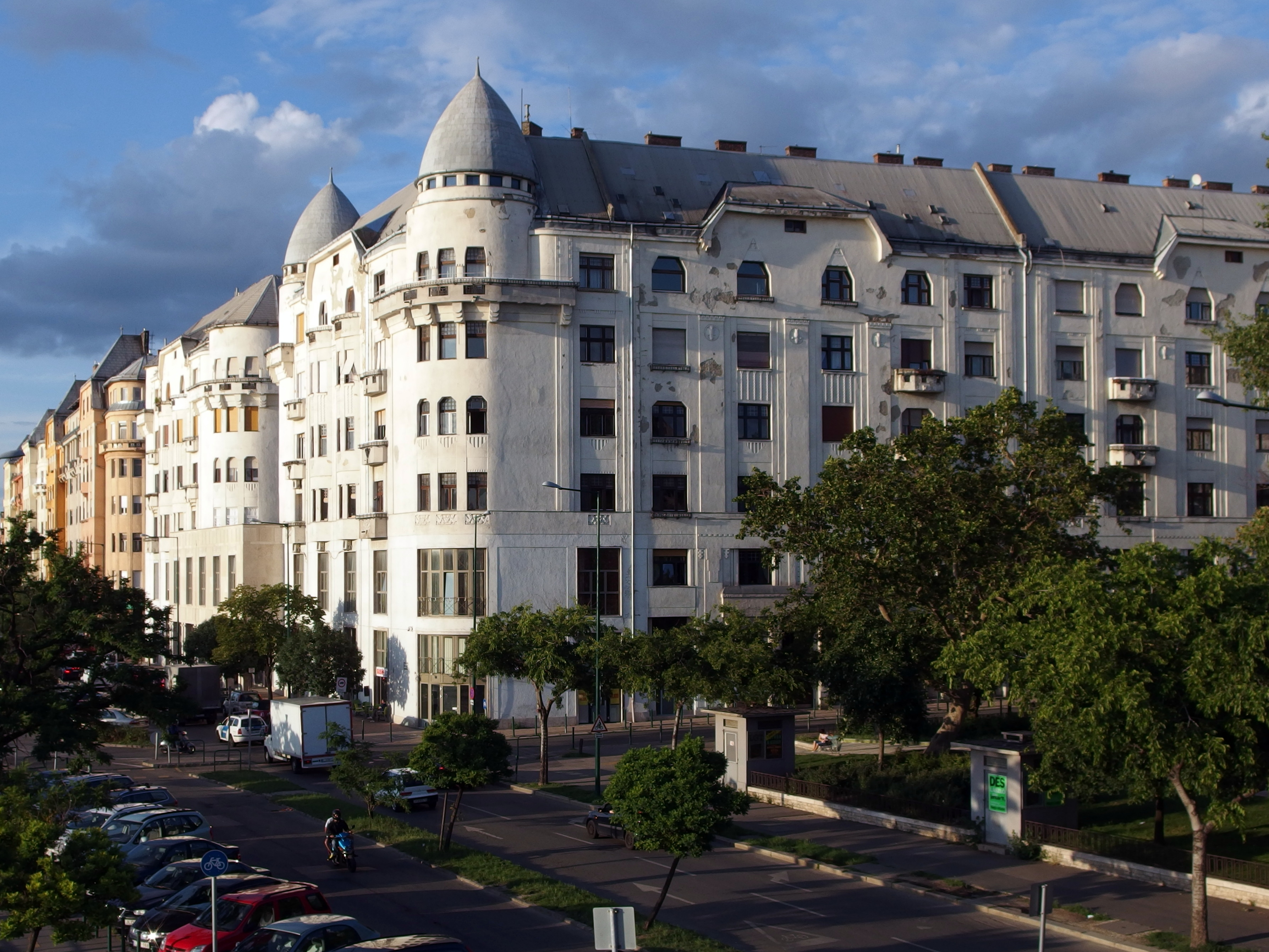
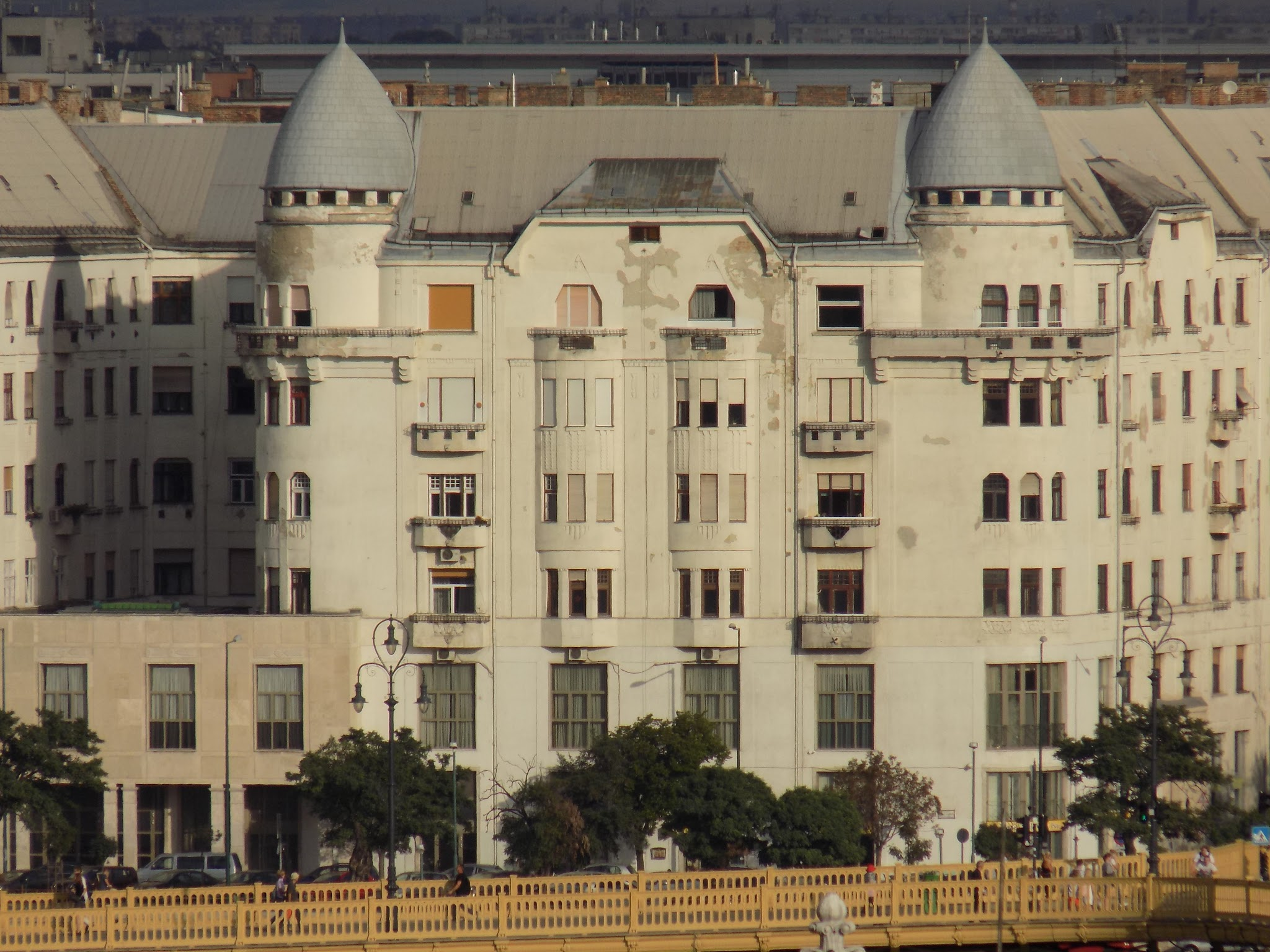
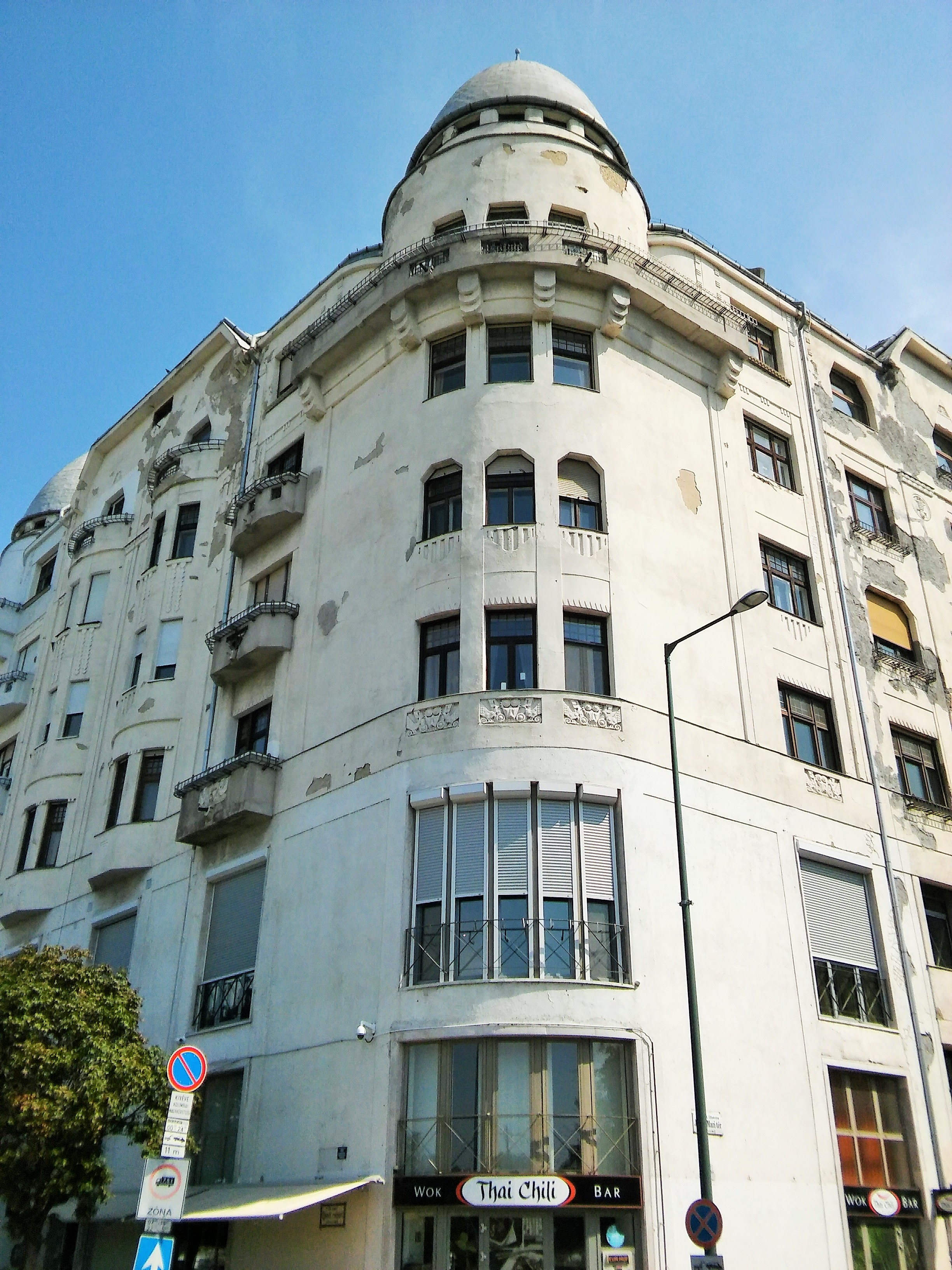
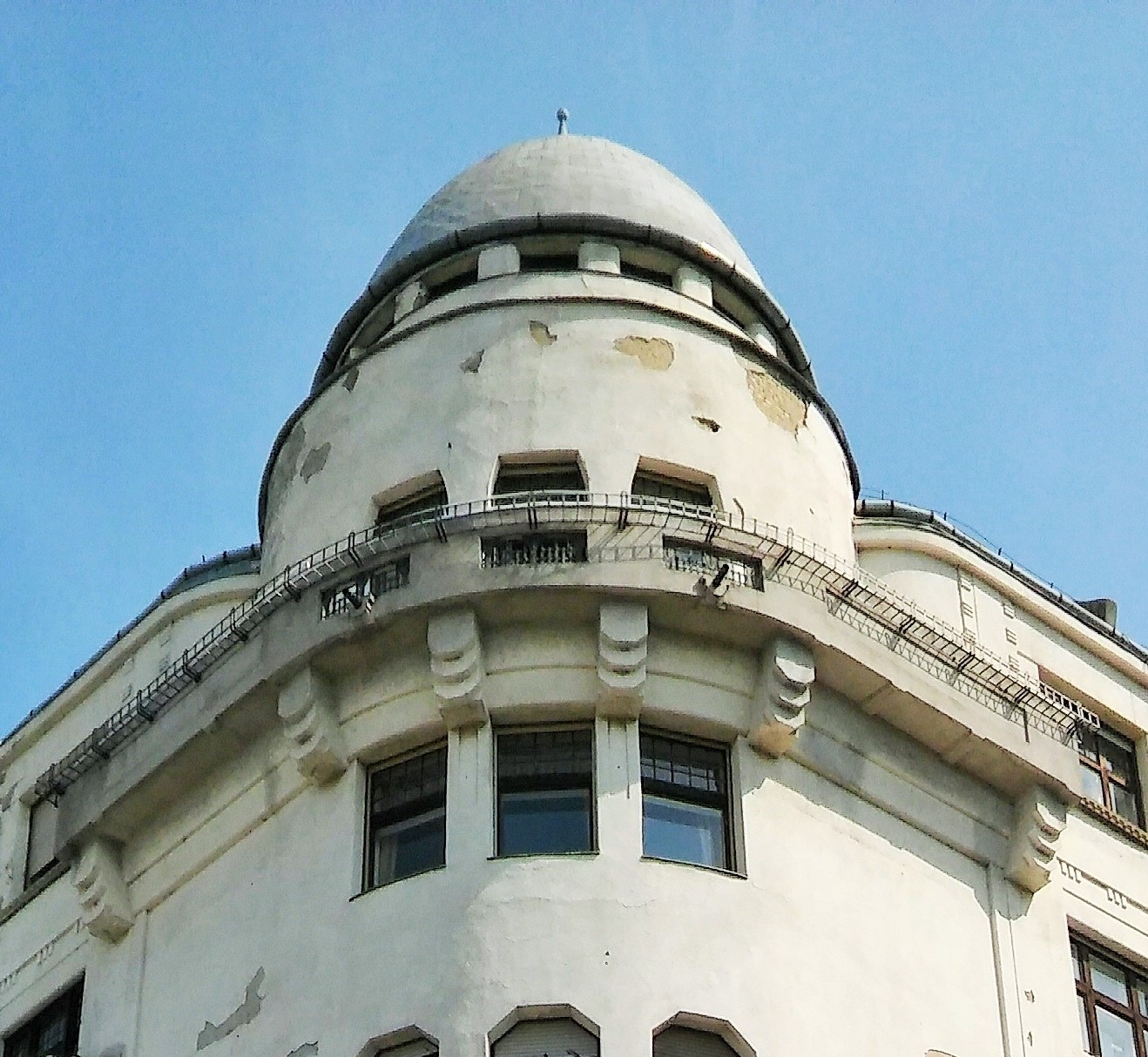
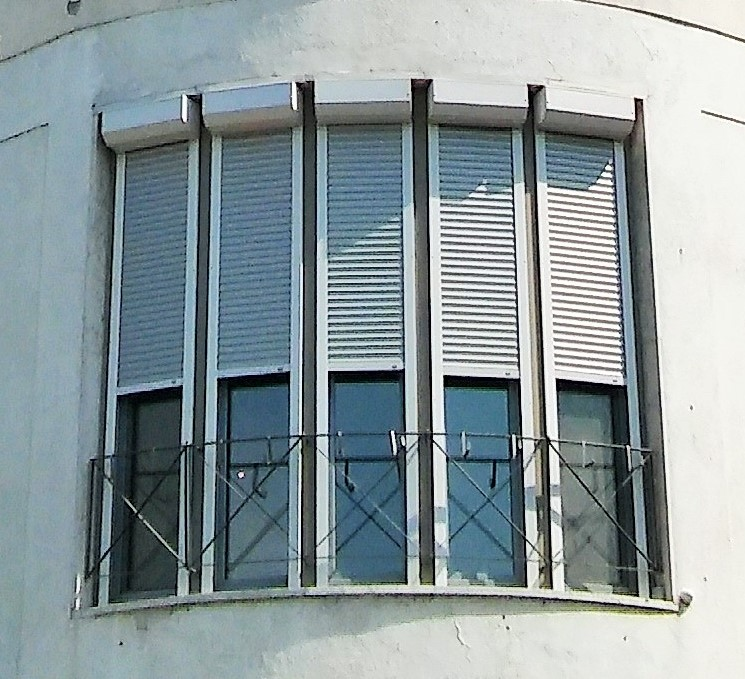
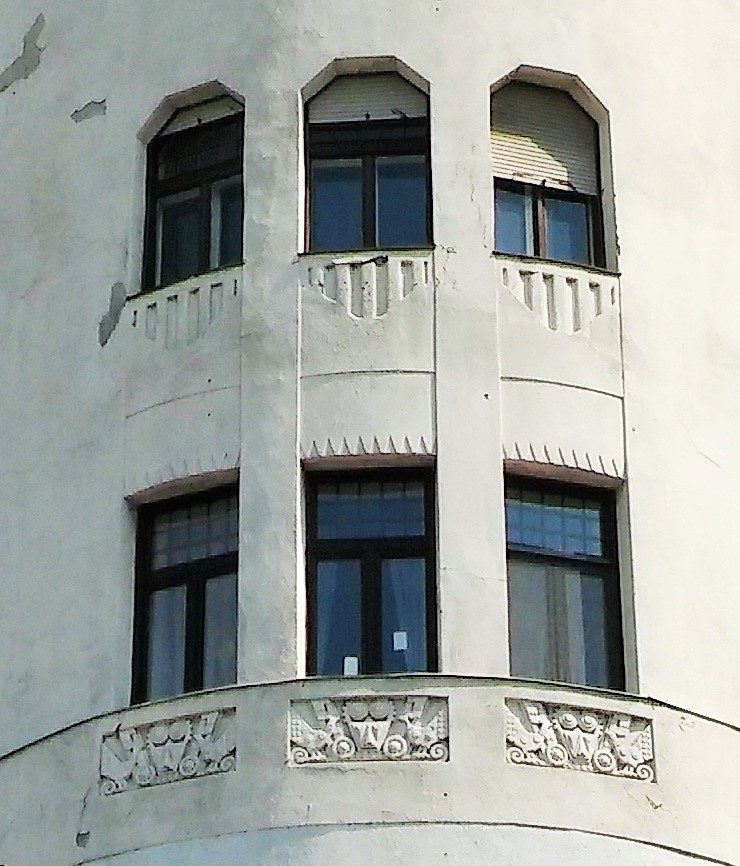
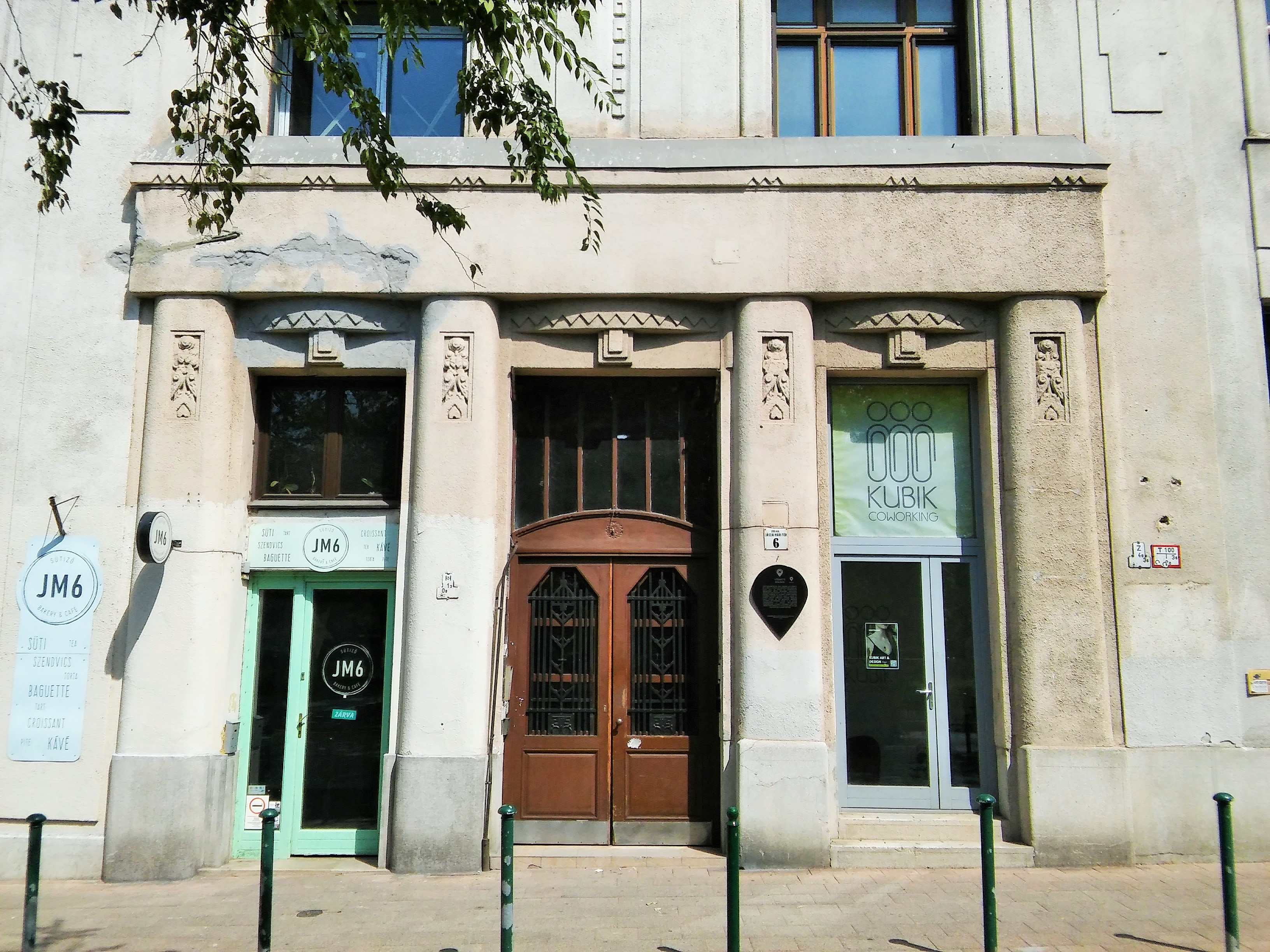
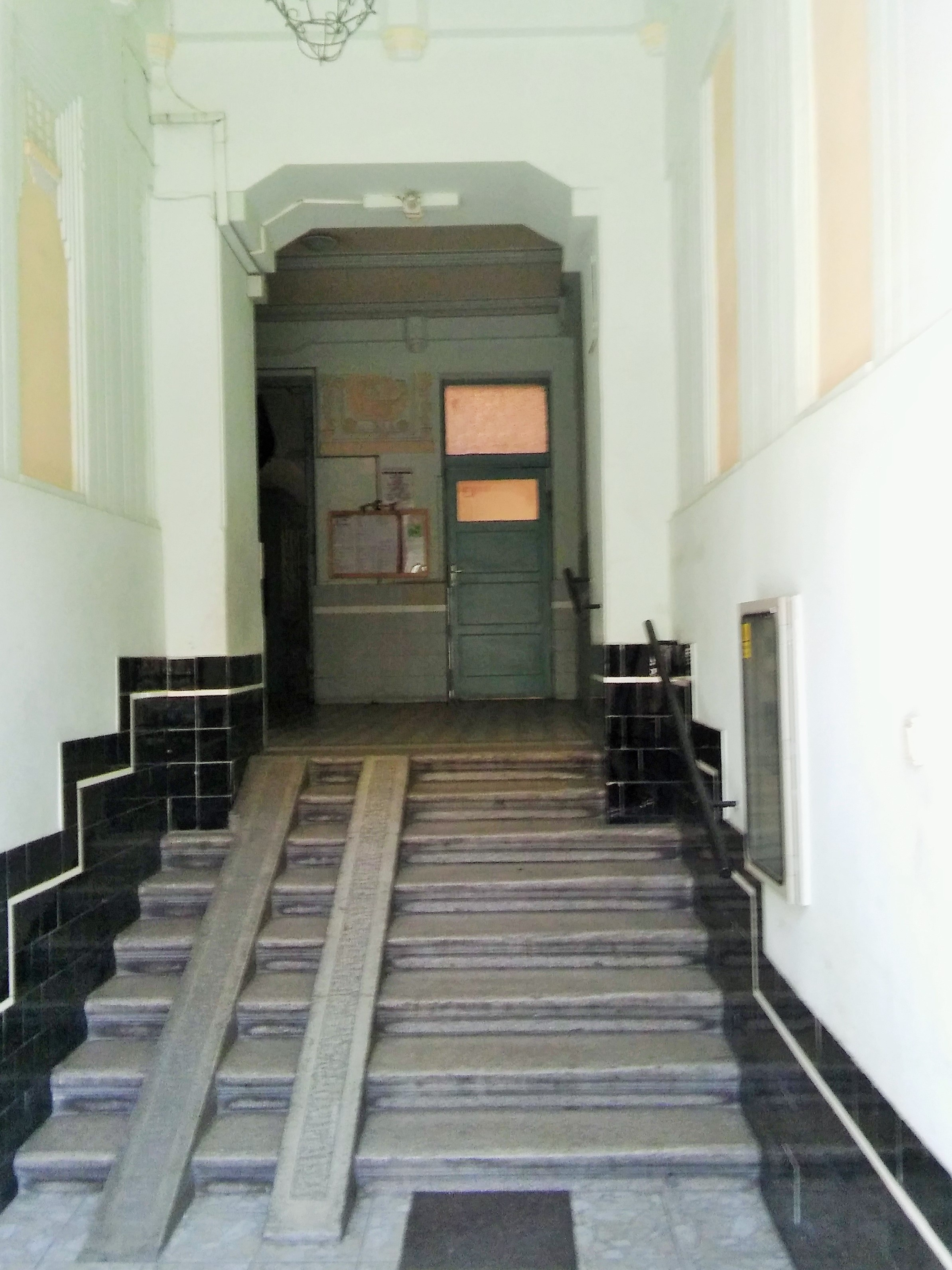
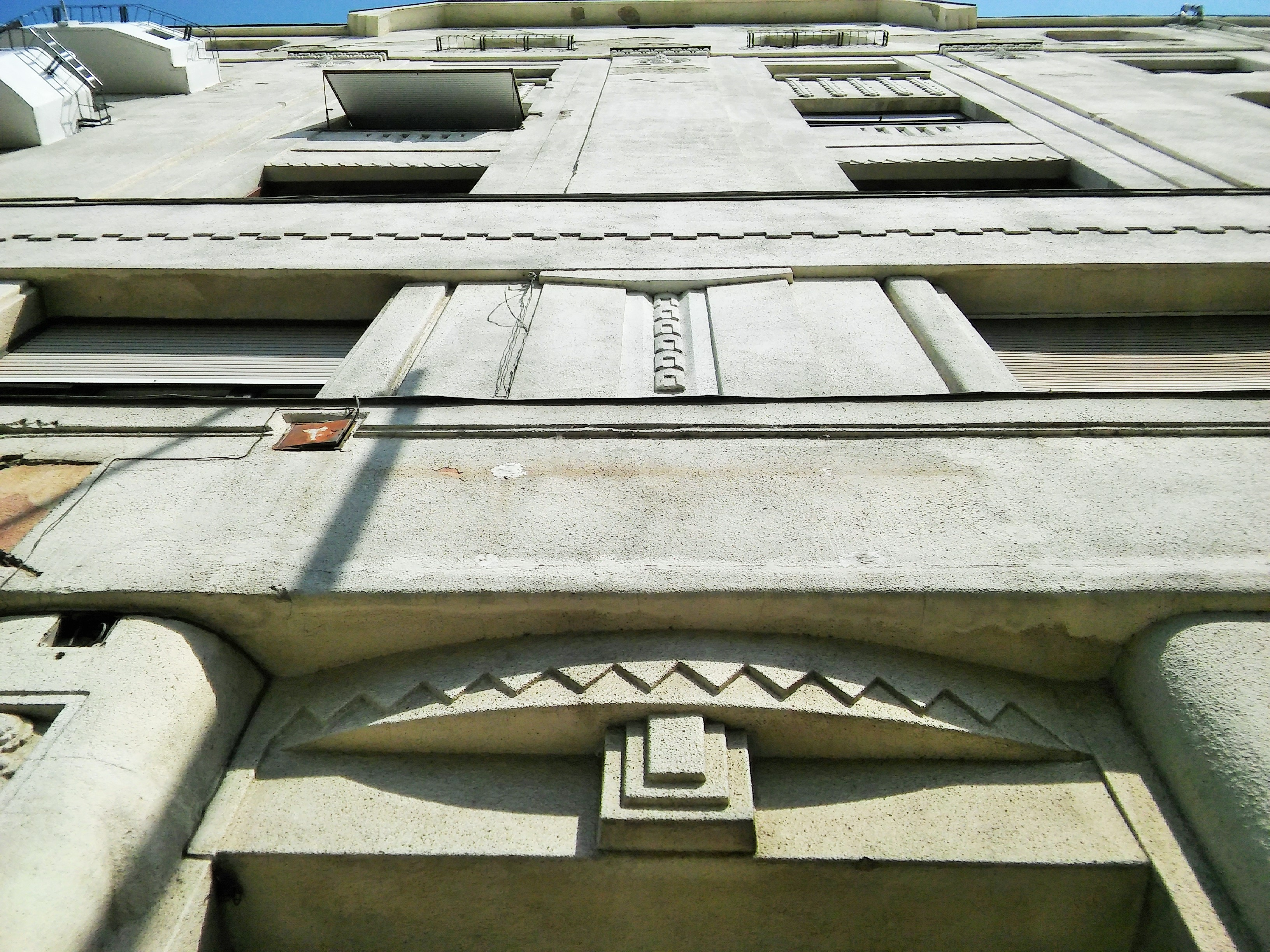
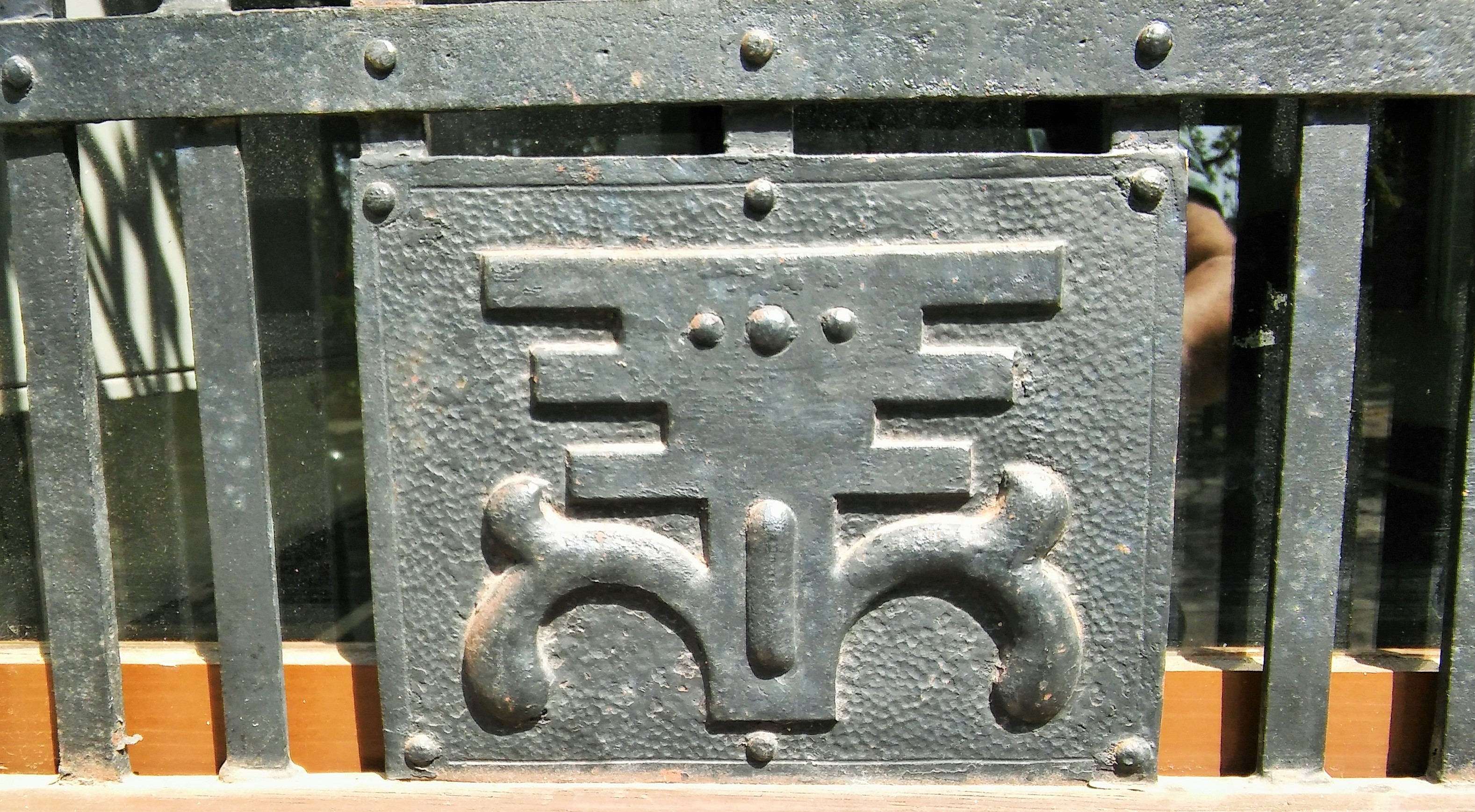